# Undorosaurus
Undorosaurus (лат., буквально — ящер из Ундор) — род ихтиозавров из семейства офтальмозаврид. Окаменелости обнаружены в верхнеюрских отложениях европейской части России. Название дано в честь села Ундоры в Ульяновской области, близ которого были найдены его окаменелости.

## Открытие, изучение и систематика

Предполагаемый размер Undorosaurus gorodischensis

В 1878 году в глауконитовых песках титонского яруса вблизи деревни Мнёвники (ныне — жилой район Москвы) палеонтолог и геолог Герман Траутшольд обнаружил передний левый ласт, фрагменты черепа и рёбра неизвестного рода ихтиозавров. Эти ископаемые остатки были сильно деформированы под воздействием выветривания, и до XXI века сохранился только ласт.
В 1999 году Владимир Ефимов описал по обнаруженным ископаемым остаткам в титонских отложениях Ульяновской и Московской областей новый род ихтиозавров — Undorosaurus, выделенный им в семейство Undorosauridae. В составе рода исследователь обозначил виды U. gorodischensis и U. nessovi из Ульяновской области, а также U. khorlovensis из Воскресенского района Московской области. Последние два вида были признаны синонимами первого.
В 2000 году Michael W. Maisch и Andreas T. Matzke синонимизировали Undorosaurus и Paraophthalmosaurus с родом Ophthalmosaurus, однако в том же году Гленн Сторрс, Максим Архангельский и Николай Зверьков обосновали отличие Undorosaurus от Ophthalmosaurus наличием более крупных и массивных зубов. В 2003 году Chris McGowan и Ryosuke Motani тоже определили Undorosaurus как самостоятельный род. В 2010 году валидность Undorosaurus подтвердил и Maisch, изначально высказывавшийся за синонимизацию.
В 2014 году Архангельский и Зверьков отнесли Undorosaurus и Paraophthalmosaurus к подсемейству Ophthalmosaurinae семейства Ophthalmosauridae.
На основе близкого родства Undorosaurus с Paraophthalmosaurus и открытым на Шпицбергене Cryopterygius, в 2015 году Зверьков, Архангельский и Стеньшин условно объединили эти три рода в кладу (трибу) Paraophthalmosaurini, а Ophthalmosaurus и Acamptonectes — в кладу Ophthalmosaurini.
В 2019 году Зверьков и Ефимов определили род Cryopterygius как синоним рода Undorosaurus, а вид  Cryopterygius kristiansenae — вида Undorosaurus gorodischensis. Второй вид рода Cryopterygius — C. kielanae — предварительно поддерживается авторами в качестве самостоятельного вида внутри рода Undorosaurus.

## Классификация
- Undorosaurus gorodischensis — типовой вид из титонского яруса, получивший своё название в честь деревни Городищи в Ульяновском районе, где впервые был обнаружен[2]. Это крупный ихтиозавр, длиной 4—6 м[6], с массивным позвоночником и 60-миллиметровыми зубами[3].
- Undorosaurus trautscholdi — описан по частичному переднему левому ласту (голотип GSM 1503) Архангельским и Зверьковым в 2014 году из верхнетитонских отложений Мнёвников и назван в честь Германа Траутшольда, нашедшего его в 1878 году[2][3].

## Палеоэкология
В конце юрского периода европейскую часть России покрывали воды северной части океана Тетис, в которых помимо Undorosaurus встречались другие ихтиозавры, в том числе Ophthalmosaurus, Paraophthalmosaurus и Grendelius. Эти животные являлись вероятной добычей крупных хищных плиозавров, а в их собственный рацион входили мелкая рыба и головоногие моллюски, которых ихтиозавры ловили, в том числе, на большой глубине, о чём свидетельствуют патологические последствия на их костях, вызванные сменой давления воды.